# Peter Rapp

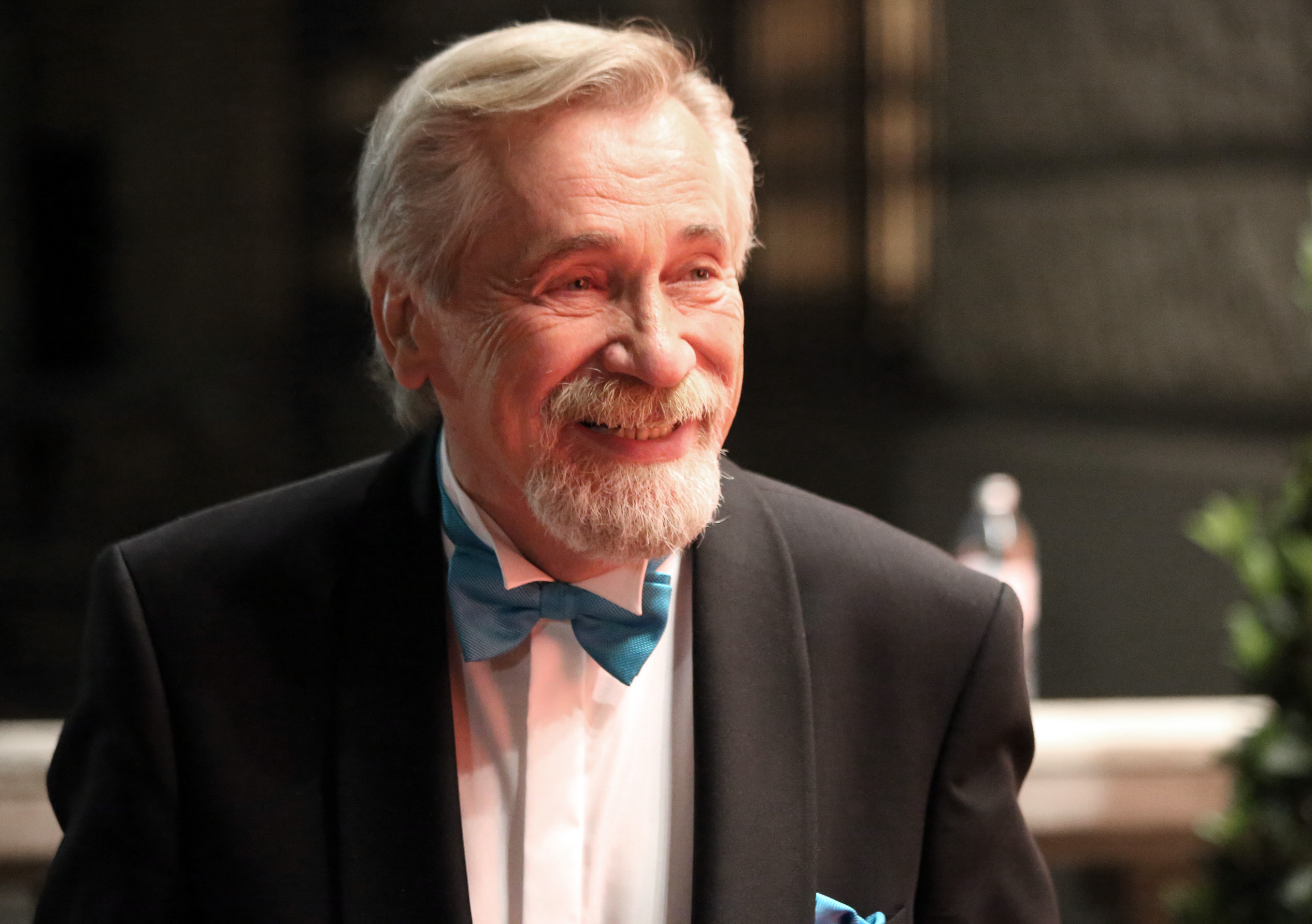
Peter Rapp bei der Romyverleihung 2013

Peter August Rapp (* 14. Februar 1944 in Wien; † 25. April 2025 ebenda) war ein österreichischer Fernsehmoderator, Unterhaltungskünstler und Showmaster.

## Beruflicher Werdegang
Peter Rapp war ab 1954 Mitglied zunächst der Wiener Sängerknaben und später der Sängerknaben vom Wienerwald. Nach dem Abbruch des Gymnasiums meldete er sich für 15 Monate freiwillig zum Wehrdienst, wo er im Panzerbataillon 33 eingesetzt wurde und beim Abrüsten den Dienstgrad eines Korporals bekleidete. Danach begann er als Journalist bei Wiener Tageszeitungen und sang nebenbei auf Vorstadtbühnen Rock ’n’ Roll. Im Jahr 1963 hatte er beim ORF, in der Sendung Leute von heute, als Sänger seinen ersten Fernseh-Auftritt. Im März 1963 trat er als Kabarettist in der von Willy Kralik moderierten Sendung Teenagerparty auf. Im gleichen Jahr wirkte er auch im sechsfach oscarnominierten Film Der Kardinal unter der Regie von Otto Preminger als Statist mit. Er absolvierte die Schauspielschule Krauss und begann am 1. Oktober 1967 als Radiosprecher bei Ö3. Seine Tätigkeit als Kabarettist übte er bis 1968 weiter aus.
Im März 1968 wechselte er zum ORF-Fernsehen, wo er von 1968 bis 1978 die Jugendpop-Sendung Spotlight moderierte. Aufzeichnungsort der Sendung war das Columbia-Studio im 1. Bezirk in Wien in der Rotgasse, wo  zu Beginn des ORFs sehr viel für das Fernsehen produziert wurde. Peter Rapp lebte damals in der Rotenturmstraße, und der hintere Ausgang seines Hauses führte in die Rotgasse.
Auf Wunsch einiger Vorstandsmitglieder des ORF, darunter der Programmintendant Ernst Wolfram Marboe und Kurt Bergmann, Gründer der humanitären Hilfsorganisation „Licht ins Dunkel“, übernahm Peter Rapp die Moderation der Sendung im Fernsehen von 1978 bis 2010, die im Radio 1973 mit Bergmann startete.
In der Zeit von 1977 bis 1985 gehörte er mit seiner damaligen Ehefrau Sissy Löwinger dem Ensemble der Löwinger-Bühne an.
Von 1979 bis 1983 war Rapp auch im ZDF, ARD und bei der Europawelle Saar als Moderator beschäftigt.
1997 und 1999 erhielt er die Goldene Romy als beliebtester Showmaster.
Peter Rapp übernahm 2012 in der zweiten Staffel der Fernsehsendung Die große Chance den Juryplatz, den zuvor Bernhard Paul innehatte. Für seine Mitwirkung wurde er bei der Romyverleihung 2013 als beliebtester Show-Moderator ausgezeichnet. Auch 2013 wirkte er bei der dritten Staffel der Großen Chance mit.

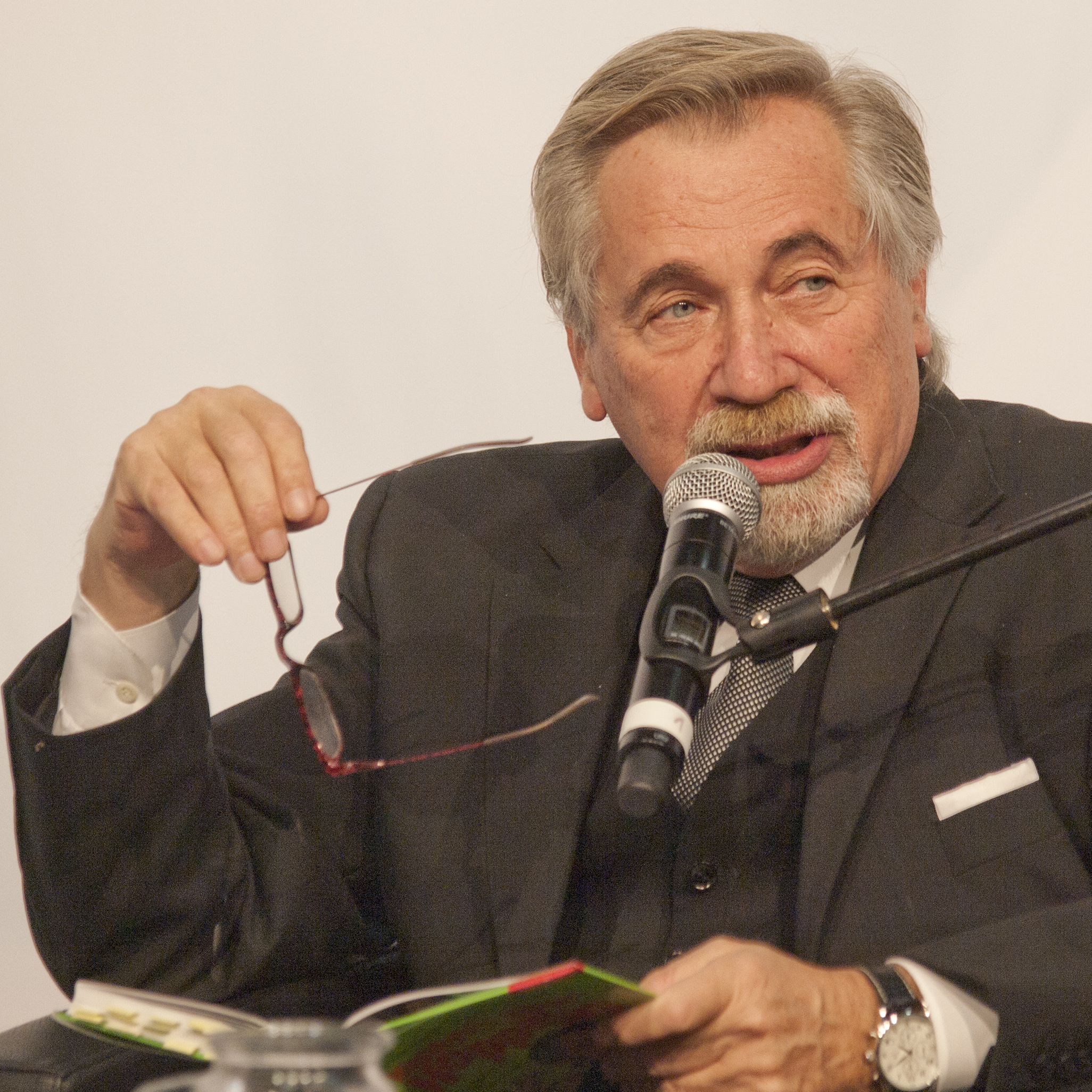
Peter Rapp (Oktober 2010)

## Privates
Rapp wuchs im 1. Wiener Gemeindebezirk auf und berichtete darüber in der ORF-Doku Meine Innere Stadt (2017). Rapp hatte seit Jahrzehnten einen markanten Bart (Henriquatre, auch „Bart der Könige“ genannt). Vor der Ausgabe von Wer A sagt vom 4. April 1992 rasierte er sich seinen Bart komplett ab, nachdem ein deutscher Sender diesen bei einem internen Casting kritisiert hatte. Das Fernsehpublikum erkannte ihn kaum wieder und reagierte irritiert. Nach dieser Sendung ließ er sich wieder „seinen“ Bart wachsen.
Rapp erzählte einmal in einem Interview, mit Bezug auf Musik und Shows: „Was aus dem englischen Raum kommt, gefällt mir eher als anderes.“
Peter Rapp war drei Mal verheiratet – mit Sylvia Dönch, Sissy Löwinger und Gaby Wachtler – und ist Vater der Schauspielerin Roxanne Rapp (* 1993), einer weiteren Tochter (* 1990) und eines Sohnes. 1997 musste er Privatkonkurs anmelden. Bei der Gerichtsverhandlung, in der er zu einer bedingten Strafe verurteilt wurde, wurde seine Spielsucht thematisiert.
In der Nacht auf den 24. September 2013 erlitt er einen Herzinfarkt. Nach Einsetzen eines Stents stand er am 3. Oktober wieder auf der Bühne.
Peter Rapp starb am 25. April 2025 nach längerer Krankheit im Alter von 81 Jahren in Wien. Er wurde am 23. Mai 2025 auf dem Wiener Zentralfriedhof in einem Ehrengrab der Stadt Wien (Gruppe: 33 G, Nr. 60) beigesetzt.

## Auszeichnungen
- 1997, 1999, 2013: Goldene Romy als beliebtester Show-Moderator
- 2002: Goldenes Ehrenzeichen für Verdienste um die Republik Österreich
- 2014: Goldenes Ehrenzeichen für Verdienste um das Land Wien
- 2014: Großes Goldenes Ehrenzeichen für Verdienste um das Bundesland Niederösterreich

## Moderierte Sendungen
- Spotlight (1968–1978, ORF)
- Babbelgamm (1976–1985, ZDF)
- Das Dreiländerspiel (1975–1977, ZDF)
- Jahrmarkt (1976–1979, ORF)
- Licht ins Dunkel, Gala (jährlich, 1978–2010, ORF)
- Die große Chance (erste Version, 1980–1987 (ORF); Jurymitglied 2012–2014)
- Telezirkus (1981–1982, ARD)
- Wurlitzer (1987–1995, ORF)
- Hoppala (seit 1987, ORF)
- Tele-As (1987–1991, ZDF, ORF), mit Carolin Reiber
- Wer A sagt (1989–1994, ORF 1)
- Willkommen Österreich (1995–2000, ORF 2)
- Stille Wasser (1996)
- Heimvorteil (ORF 2, 1998)
- Champion (1997–2000) (ORF), mit Martina Rupp
- Starlight mit Simone (1996)
- Peters Party
- Wir helfen – Hochwasser in Österreich (2002)
- Millionenrad (1990–2001, ORF) / Die Brieflosshow (2002–2018, ORF)
- RAPPortagen (TW1)
- Peter Rapp Lachblüten, eigene Show im Wiener Gloria-Theater (2004)
- Wir sind die Fans (2005)
- Live-Quiz-App Quipp (2019, ProSiebenSat.1Puls4)[12]
- Als wäre es gestern gewesen (seit 2020, ORF), mit Redakteur/Moderator Johannes Hoppe

## Filmografie
- 1978: Himmel, Scheich und Wolkenbruch
- 1991: Ein Schloß am Wörthersee (Folge: Doppelbuchung)

## Bücher (Auswahl)
- Mein Versuch, niemals aufzugeben. Seifert, Wien 2011, ISBN 978-3-902406-84-2.